# Parmenolamia unifasciata
Parmenolamia unifasciata – gatunek chrząszcza z rodziny kózkowatych i podrodziny zgrzypikowych. Jedyny przedstawiciel rodzaju Parmenolamia.

## Zasięg występowania
Gatunek ten występuje w Wietnamie.